# 29650 Toldy
29650 Toldy è un asteroide della fascia principale. Scoperto nel 1998, presenta un'orbita caratterizzata da un semiasse maggiore pari a 2,3047333 UA e da un'eccentricità di 0,1454546, inclinata di 8,02317° rispetto all'eclittica.